# Deanna Durbin
Deanna Durbin (Winnipeg, 4 de desembre de 1921 - Neauphle-le-Château, França, 17 d'abril de 2013) va ser una actriu i cantant canadenca, que va aparèixer a pel·lícules musicals en els anys 1930 i 1940. Amb la destresa tècnica i el ventall d'una legítima soprano lírica, cantà tots els estils, des dels estàndards populars fins a les àries d'òpera.

## Biografia
Filla de James Allen Durbin i Ada Read, els seus pares es traslladaren al sud de Califòrnia quan era petita. Durbin va fer la seva primera aparició en el cinema el 1936 amb Judy Garland a Every Sunday (Tots els diumenges), i, posteriorment, va signar un contracte amb Universal Studios. El seu èxit com la filla adolescent ideal en pel·lícules com Three Smart Girls (1936) va significar haver salvat la productora de la fallida i el 1938, Durbin va ser guardonada amb l'Oscar Juvenil de l'Acadèmia.
Mentre que els seus fans s'hi van mantenir fidels en entrar a l'edat adulta, Durbin es va mostrar descontenta amb els papers que li assignaven i va intentar interpretar un estil més femení i sofisticat, però la pel·lícula de cinema negre Christmas Holiday (1944) i la novel·la policíaca Lady on a Train (1945) no van ser tan ben rebudes com ho havien estat les seves comèdies musicals. La seva insatisfacció amb Hollywood va portar a la seva sortida anticipada del focus d'atenció i la seva retirada de l'actuació i el cant el 1949.
Durbin fou productora de pel·lícules, es va casar amb el director Charles Henri David el 1950 i després del seu matrimoni es va traslladar a una granja als afores de París, retirant-se de la vida pública fins a la seva mort.

## Filmografia
- Every Sunday (1936)
- Three Smart Girls (1936)
- One Hundred Men and a Girl (1937)
- Mad About Music (1938)
- That Certain Age (1938)
- Three Smart Girls Grow Up (1939)
- First love (1939)
- Spring Parade (1940)
- It's A Date (1940)
- Nice Girl? (1941)
- It Started with Eve (1941)
- Hers To Hold (1943)
- His Butler's Sister (1943)
- The Amazing Mrs. Holliday (1943)
- Can't Help Singing (1944)
- Christmas Holiday (1944)
- Lady on the Train (1945)
- Because Of Him (1946)
- I'll Be Yours (1947)
- Something In The Wind (1947)
- For The Love Of Mary (1948)
- Up in Central Park (1948)